# Campeonato Mato-Grossense de Futebol de 2006
O Campeonato Mato-Grossense de Futebol de 2006 foi a 63ª edição do torneio estadual de Mato Grosso, aconteceu entre 4 de fevereiro e 28 de maio e reuniu doze equipes. A equipe campeã do campeonato foi a Operário, de Várzea Grande.

## Participantes
- Barra Esporte Clube (Barra do Garças)
- Cacerense Esporte Clube (Cáceres)
- Cuiabá Esporte Clube (Cuiabá)
- Clube Esportivo Dom Bosco (Cuiabá)
- Grêmio Esportivo de Jaciara (Jaciara)
- Luverdense Esporte Clube (Lucas do Rio Verde)
- Mixto Esporte Clube (Cuiabá)
- Operário Futebol Clube Ltda. (Várzea Grande)
- Santa Cruz Esporte Clube (Barra do Bugres)
- Sorriso Esporte Clube (Sorriso)
- União Esporte Clube (Rondonópolis)
- Sociedade Esportiva Vila Aurora (Rondonópolis)

## Premiação
| Campeonato Mato-Grossense de 2006 |
| Bandeira de Várzea Grande         |
| --------------------------------- |
| OPERÁRIO F.C. Campeão (1° título) |